# Individuele olympische atleten op de Olympische Zomerspelen 2024

De definitieve versie van de vlag van Individuele Neutrale Atleten toegewezen door het IOC op 19 maart 2024

Individuele Neutrale Atleten was de naam die gebruikt werd om goedgekeurde Russische en Wit-Russische atleten te vertegenwoordigen op de Olympische Zomerspelen 2024 in Parijs, Frankrijk. Zij mochten immers niet deelnemen onder hun eigen vlag van het Internationaal Olympisch Comité (IOC) na de inval van Rusland in Oekraïne in 2022.
Het werd de delegatie verboden om de neutrale Olympische vlag en het Olympisch volkslied te gebruiken. In plaats hiervan maakten ze gebruik van een turquoise vlag met daarin het witte embleem van Individuele Neutrale Atleten dat werd toegewezen door het IOC en een instrumentaal volkslied dat gecomponeerd werd voor deze gelegenheid.
Individuele neutrale atleten moesten worden goedgekeurd door de internationale federatie van elke sport, maar een internationale federatie had de discretionaire bevoegdheid om geen atleten in hun sport goed te keuren. Zo'n weigering gebeurde onder meer door de atletiekbond en de ruitersportfederatie.

## Aantal deelnemers
Hieronder volgt een overzicht van de atleten die deelnamen aan de Olympische Zomerspelen van 2024.
| Sport         | Mannen | Vrouwen | Totaal |
| ------------- | ------ | ------- | ------ |
| Gewichtheffen | 1      | 1       | 2      |
| Gymnastiek    | 1      | 2       | 3      |
| Kanovaren     | 3      | 2       | 5      |
| Roeien        | 1      | 1       | 2      |
| Schietsport   | 0      | 2       | 2      |
| Taekwondo     | 1      | 0       | 1      |
| Tennis        | 3      | 4       | 7      |
| Wielersport   | 1      | 3       | 4      |
| Worstelen     | 2      | 0       | 2      |
| Zwemmen       | 2      | 2       | 4      |
| Totaal        | 16     | 17      | 32     |

## Deelnemers en resultaten

### Gewichtheffen
Mannen
| atleet                    | onderdeel | trekken | trekken | stoten | stoten | totaal | rang  |
| atleet                    | onderdeel | score   | rang    | score  | rang   | totaal | rang  |
| ------------------------- | --------- | ------- | ------- | ------ | ------ | ------ | ----- |
| Jawheni Tsichantsow (WRU) | -102 kg   | 183     |         | 219    |        | 402    | Brons |

Vrouwen
| atleet                   | onderdeel | trekken | trekken | stoten | stoten | totaal | rang |
| atleet                   | onderdeel | score   | rang    | score  | rang   | totaal | rang |
| ------------------------ | --------- | ------- | ------- | ------ | ------ | ------ | ---- |
| Sjoezanna Valodzka (WRU) | -71 kg    | 111     |         | 135    |        | 246    | 4    |

### Gymnastiek

#### Trampoline
| atleet                        | onderdeel | kwalificaties | kwalificaties | finale | finale |
| atleet                        | onderdeel | score         | rang          | score  | rang   |
| ----------------------------- | --------- | ------------- | ------------- | ------ | ------ |
| Ivan Litvinovitsj (WRU)       | mannen    | 63,420        | 1 Q           | 63,090 | Goud   |
| Vijaleta Bardzilowskaja (WRU) | vrouwen   | 56,340        | 2 Q           | 56,060 | Zilver |
| Anzjela Bladtseva (RUS)       | vrouwen   | 55,640        | 4 Q           | 55,020 | 5      |

### Judo
Omwille van de inval in Oekraïne, werden voor de Wit-Russische en Russische atleten heel wat richtlijnen opgelegd. Uiteindelijk kwamen 4 Russische atleten in aanmerking om deel te nemen aan de Spelen. De Russische judobond ging echter niet akkoord met deze criteria en besliste om alle Russische judoka's niet te laten deelnemen.

### Kanovaren

#### Sprint
Mannen
| atleet                                  | onderdeel | series  | series | kwartfinale | kwartfinale | halve finale | halve finale | finale  | finale |
| atleet                                  | onderdeel | tijd    | rang   | tijd        | rang        | tijd         | rang         | tijd    | rang   |
| --------------------------------------- | --------- | ------- | ------ | ----------- | ----------- | ------------ | ------------ | ------- | ------ |
| Zachar Petrov (RUS)                     | C-1 1000m | 3.49,86 | 2 HF   | bye         | bye         | 3.45,99      | 3 FA         | 3.45,28 | 4      |
| Aleksej Korovasjkov Zachar Petrov (RUS) | C-2 500m  | 1.38,65 | 1 HF   | bye         | bye         | 1.39,57      | 1 FA         | 1.41,27 | 4      |
| Oeladzislaw Kravets (WRU)               | K-1 1000m | 3.32,07 | 2 HF   | bye         | bye         | 3.29,64      | 4 FA         | 3.28,10 | 4      |

Vrouwen
| atleet                   | onderdeel | series | series | kwartfinale | kwartfinale | halve finale   | halve finale   | finale         | finale         |
| atleet                   | onderdeel | tijd   | rang   | tijd        | rang        | tijd           | rang           | tijd           | rang           |
| ------------------------ | --------- | ------ | ------ | ----------- | ----------- | -------------- | -------------- | -------------- | -------------- |
| Olesja Romasenko (RUS)   | C-1 200m  | 49,83  | 5 KF   | 47,92       | 4           | niet geplaatst | niet geplaatst | niet geplaatst | niet geplaatst |
| Joelija Troesjkina (WRU) | C-1 200m  | 46,15  | 2 HF   | bye         | bye         | 45,32          | 2 FA           | 44,83          | 5              |

### Roeien
Mannen
| atleet                | onderdeel | series  | series | herkansingen | herkansingen | kwartfinale | kwartfinale | halve finale | halve finale | finale  | finale |
| atleet                | onderdeel | tijd    | rang   | tijd         | rang         | tijd        | rang        | tijd         | rang         | tijd    | rang   |
| --------------------- | --------- | ------- | ------ | ------------ | ------------ | ----------- | ----------- | ------------ | ------------ | ------- | ------ |
| Jawhenij Zalaty (WRU) | skiff     | 6.51,45 | 1 KF   | n.v.t.       | n.v.t.       | 6.49,27     | 1 HF        | 6.39,01      | 2 FA         | 6.42,96 | Zilver |

Vrouwen
| atleet                    | onderdeel | series  | series | herkansingen | herkansingen | kwartfinale | kwartfinale | halve finale | halve finale | finale  | finale |
| atleet                    | onderdeel | tijd    | rang   | tijd         | rang         | tijd        | rang        | tijd         | rang         | tijd    | rang   |
| ------------------------- | --------- | ------- | ------ | ------------ | ------------ | ----------- | ----------- | ------------ | ------------ | ------- | ------ |
| Tatsiana Klimovitsj (WRU) | skiff     | 7.34,31 | 2 KF   | bye          | bye          | 7.34,30     | 3 HF        | 7.26,56      | 5 FB         | 7.25,61 | 8      |

Legenda: FA=finale A (medailles); FB=finale B (geen medailles); FC=finale C (geen medailles); FD=finale D (geen medailles); FE=finale E (geen medailles); FF=finale F (geen medailles); HA/B=halve finale A/B; HC/D=halve finale C/D; HE/F=halve finale E/F; KF=kwartfinale; H=herkansing

### Schietsport
Vrouwen
| atleet                     | onderdeel               | kwalificaties | kwalificaties | finale         | finale         |
| atleet                     | onderdeel               | punten        | rang          | punten         | rang           |
| -------------------------- | ----------------------- | ------------- | ------------- | -------------- | -------------- |
| Ajiaksandra Pjatrova (WRU) | 25 m pistool            | 566           | 39            | niet geplaatst | niet geplaatst |
| Darja Tsjoeprys (WRU)      | 50 m geweer 3 houdingen | 579           | 24            | niet geplaatst | niet geplaatst |

### Taekwondo
Mannen
| atleet                  | onderdeel | kwalificatie         | eerste ronde             | kwartfinale          | halve finale         | herkansing           | finale / BM          | finale / BM    |
| atleet                  | onderdeel | tegenstander uitslag | tegenstander uitslag     | tegenstander uitslag | tegenstander uitslag | tegenstander uitslag | tegenstander uitslag | rang           |
| ----------------------- | --------- | -------------------- | ------------------------ | -------------------- | -------------------- | -------------------- | -------------------- | -------------- |
| Georgij Goertsiëv (WRU) | -58 kg    | bye                  | Ravet V 0 - 2 (6-7, 3-5) | niet geplaatst       | niet geplaatst       | niet geplaatst       | niet geplaatst       | niet geplaatst |

### Tennis
Mannen
| atleet                                 | onderdeel  | eerste ronde         | tweede ronde               | derde ronde                     | kwartfinale          | halve finale         | finale / BM          | finale / BM    |
| atleet                                 | onderdeel  | tegenstander uitslag | tegenstander uitslag       | tegenstander uitslag            | tegenstander uitslag | tegenstander uitslag | tegenstander uitslag | rang           |
| -------------------------------------- | ---------- | -------------------- | -------------------------- | ------------------------------- | -------------------- | -------------------- | -------------------- | -------------- |
| Pavel Kotov (RUS)                      | enkelspel  | Wawrinka V 1-6, 1-6  | niet geplaatst             | niet geplaatst                  | niet geplaatst       | niet geplaatst       | niet geplaatst       | niet geplaatst |
| Daniil Medvedev (RUS)                  | enkelspel  | Hijikata W 6-2, 6-1  | Ofner W 6-2, 6-2           | Auger-Aliassime V 3-6, 6-7[5-7] | niet geplaatst       | niet geplaatst       | niet geplaatst       | niet geplaatst |
| Roman Safioellin (RUS)                 | enkelspel  | Tabilo W 6-4, 6-4    | Etcheverry W 6-0, 7-6[7-1] | Alcaraz V 4-6, 2-6              | niet geplaatst       | niet geplaatst       | niet geplaatst       | niet geplaatst |
| Daniil Medvedev Roman Safioellin (RUS) | dubbelspel | n.v.t.               | Krawietz - Pütz V 4-6, 4-6 | niet geplaatst                  | niet geplaatst       | niet geplaatst       | niet geplaatst       | niet geplaatst |

Vrouwen
| atleet                                       | onderdeel  | eerste ronde                | tweede ronde                              | derde ronde                      | kwartfinale                       | halve finale                      | finale / BM                         | finale / BM    |
| atleet                                       | onderdeel  | tegenstander uitslag        | tegenstander uitslag                      | tegenstander uitslag             | tegenstander uitslag              | tegenstander uitslag              | tegenstander uitslag                | rang           |
| -------------------------------------------- | ---------- | --------------------------- | ----------------------------------------- | -------------------------------- | --------------------------------- | --------------------------------- | ----------------------------------- | -------------- |
| Jekaterina Aleksandrova (RUS)                | enkelspel  | Yuan Y V 5-7, 7-6[7-0], 2-6 | niet geplaatst                            | niet geplaatst                   | niet geplaatst                    | niet geplaatst                    | niet geplaatst                      | niet geplaatst |
| Mirra Andrejeva (RUS)                        | enkelspel  | Linette V 3-6, 4-6          | niet geplaatst                            | niet geplaatst                   | niet geplaatst                    | niet geplaatst                    | niet geplaatst                      | niet geplaatst |
| Diana Sjnajder (RUS)                         | enkelspel  | Cocciaretto W 6-2, 7-5      | Wang X V 3-6, 1-6                         | niet geplaatst                   | niet geplaatst                    | niet geplaatst                    | niet geplaatst                      | niet geplaatst |
| Jekaterina Aleksandrova Jelena Vesnina (RUS) | dubbelspel | n.v.t.                      | Muchová - Nosková V 6-2, 6-7[5-7], [6-10] | niet geplaatst                   | niet geplaatst                    | niet geplaatst                    | niet geplaatst                      | niet geplaatst |
| Mirra Andrejeva Diana Sjnajder (RUS)         | dubbelspel | n.v.t.                      | Gadecki - Tomljanović W 6-3, 2-6, [10-6]  | Dabrowski - Fernandez W 6-4, 6-0 | Krejčíková - Siniaková W 6-1, 7-5 | Bucșa - Sorribes Tormo W 6-1, 6-2 | Errani - Paolini V 6-2, 1-6, [7-10] | Zilver         |

Gemengd
| atleet                                | onderdeel     | eerste ronde                  | kwartfinale          | halve finale         | finale / BM          | finale / BM    |
| atleet                                | onderdeel     | tegenstander uitslag          | tegenstander uitslag | tegenstander uitslag | tegenstander uitslag | rang           |
| ------------------------------------- | ------------- | ----------------------------- | -------------------- | -------------------- | -------------------- | -------------- |
| Mirra Andrejeva Daniil Medvedev (RUS) | gemengddubbel | Errani - Vavassori V 3-6, 2-6 | niet geplaatst       | niet geplaatst       | niet geplaatst       | niet geplaatst |

### Wielersport

#### Wegwielrennen
Mannen
| atleet             | onderdeel    | tijd     | rang |
| ------------------ | ------------ | -------- | ---- |
| Gleb Syritsa (RUS) | wegwedstrijd | DNF      | DNF  |
| Gleb Syritsa (RUS) | tijdrit      | 40.33,30 | 31   |

Vrouwen
| atleet                   | onderdeel    | tijd     | rang |
| ------------------------ | ------------ | -------- | ---- |
| Hanna Tserach (WRU)      | wegwedstrijd | 4.10.18  | 61   |
| Hanna Tserach (WRU)      | tijdrit      | 44.57,20 | 29   |
| Tamara Dronova (RUS)     | wegwedstrijd | 4.07.16  | 47   |
| Tamara Dronova (RUS)     | tijdrit      | 43.42,16 | 21   |
| Aljona Ivantsjenko (RUS) | wegwedstrijd | 4.10.47  | 72   |

### Worstelen

#### Grieks-Romeinse stijl
Mannen
| atleet                       | onderdeel | eerste ronde             | kwartfinale          | halve finale         | herkansing           | finale / BM          | finale / BM    |
| atleet                       | onderdeel | tegenstander uitslag     | tegenstander uitslag | tegenstander uitslag | tegenstander uitslag | tegenstander uitslag | rang           |
| ---------------------------- | --------- | ------------------------ | -------------------- | -------------------- | -------------------- | -------------------- | -------------- |
| Aboebakar Chaslachanaw (WRU) | −97 kg    | Kobliasjvili W 9 - 1VSU1 | Gabr V 1 - 4VPO1     | niet geplaatst       | niet geplaatst       | niet geplaatst       | niet geplaatst |

#### Vrije stijl
Mannen
| atleet                             | onderdeel | kwalificatie         | eerste ronde         | kwartfinale          | halve finale         | herkansing 1           | herkansing 2         | finale / BM          | finale / BM    |
| atleet                             | onderdeel | tegenstander uitslag | tegenstander uitslag | tegenstander uitslag | tegenstander uitslag | tegenstander uitslag   | tegenstander uitslag | tegenstander uitslag | rang           |
| ---------------------------------- | --------- | -------------------- | -------------------- | -------------------- | -------------------- | ---------------------- | -------------------- | -------------------- | -------------- |
| Mahamedchabib Kadzimahamedaw (WRU) | −74 kg    | Zjamalov V 0 - 8VPO  | niet geplaatst       | niet geplaatst       | niet geplaatst       | Salkazanov W 6 - 6VPO1 | Valiëv V 2 - 12VSU1  | niet geplaatst       | niet geplaatst |

### Zwemmen
Mannen
| atleet                  | onderdeel        | series | series | halve finale   | halve finale   | finale         | finale         |
| atleet                  | onderdeel        | tijd   | rang   | tijd           | rang           | tijd           | rang           |
| ----------------------- | ---------------- | ------ | ------ | -------------- | -------------- | -------------- | -------------- |
| Jevgeni Somov (RUS)     | 50 m vrije slag  | 23,43  | 44     | niet geplaatst | niet geplaatst | niet geplaatst | niet geplaatst |
| Ilja Sjymanovitsj (WRU) | 100 m schoolslag | 59,25  | 3 Q    | 59,45          | 10             | niet geplaatst | niet geplaatst |
| Jevgeni Somov (RUS)     | 100 m schoolslag | 59,83  | 13 Q   | 1.00,00        | 13             | Niet geplaatst | Niet geplaatst |

Vrouwen
| atleet                     | onderdeel        | series  | series | halve finale   | halve finale   | finale         | finale         |
| atleet                     | onderdeel        | tijd    | rang   | tijd           | rang           | tijd           | rang           |
| -------------------------- | ---------------- | ------- | ------ | -------------- | -------------- | -------------- | -------------- |
| Anastasija Sjkoerdaj (WRU) | 100 m rugslag    | 1.00,94 | 20     | niet geplaatst | niet geplaatst | niet geplaatst | niet geplaatst |
| Anastasija Sjkoerdaj (WRU) | 200 m rugslag    | 2.09,64 | 7 Q    | 2.08,79        | 8 Q            | 2.10,23        | 8              |
| Alina Zmoesjka (WRU)       | 100 m schoolslag | 1.06,37 | 11 Q   | 1.05,93        | 5 Q            | 1.06,54        | 8              |
| Alina Zmoesjka (WRU)       | 100 m schoolslag | 2.28,19 | 21     | niet geplaatst | niet geplaatst | niet geplaatst | niet geplaatst |